# Tobias Bauschke

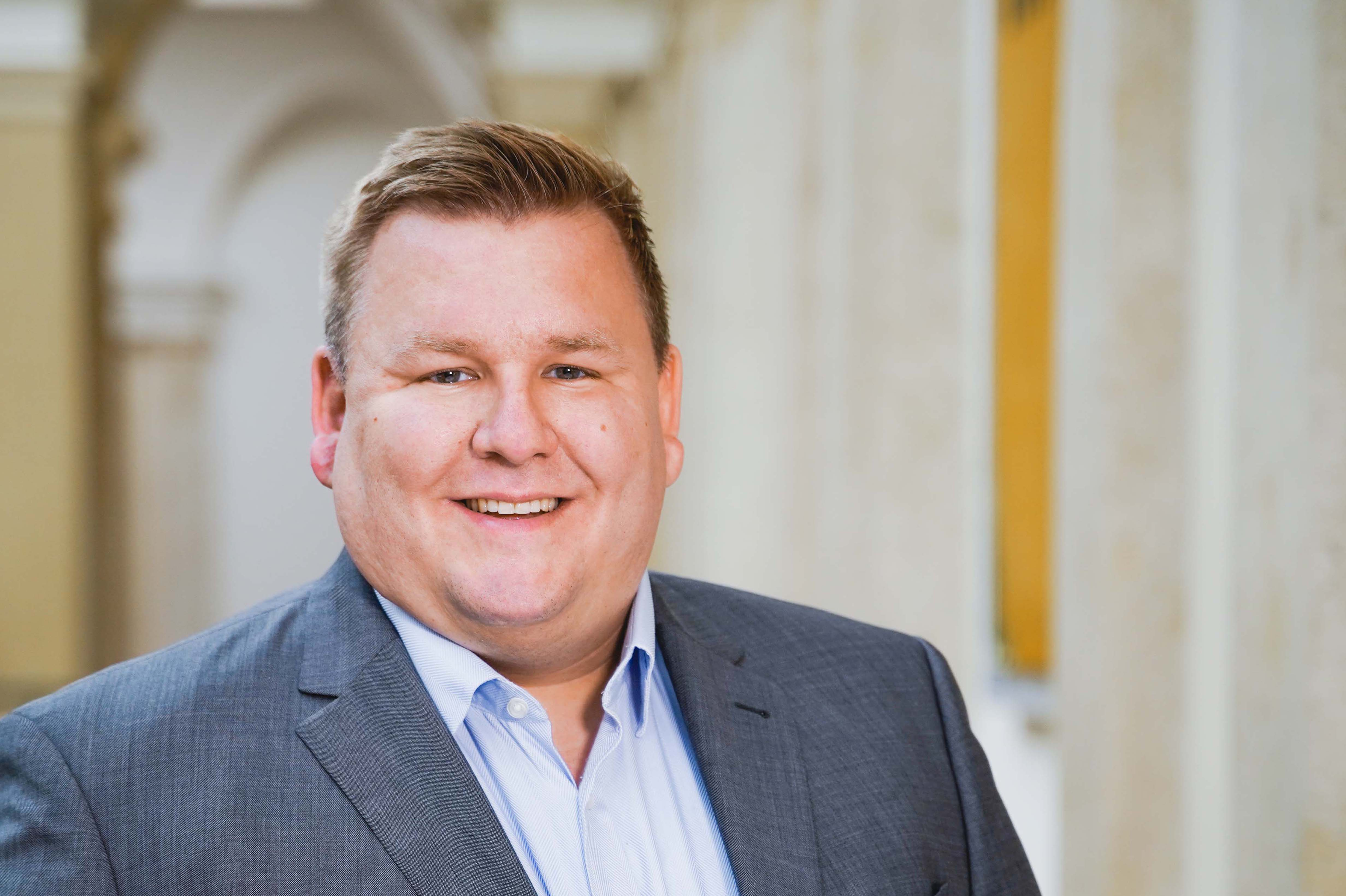
Tobias Bauschke (2021)

Tobias Bauschke (* 1987 in Deggendorf) ist ein deutscher Politiker (FDP). Er war von der für ungültig erklärten Abgeordnetenhauswahl 2021 bis Februar 2023 Mitglied des Berliner Abgeordnetenhauses.

## Leben
Bauschke absolvierte ein Geschichtsstudium und war als Büroleiter von Bundestagsabgeordneten tätig. Er ist Vorsitzender des FDP-Ortsverbands Dahlem und seit Februar 2024 in der Nachfolge von Sebastian Czaja Vorsitzender im Bezirksverband Steglitz-Zehlendorf. Über die Bezirksliste Steglitz-Zehlendorf seiner Partei wurde er 2021 in das Abgeordnetenhaus gewählt. Bei der Wiederholungswahl 2023 scheiterte die FDP an der Fünf-Prozent-Hürde; somit schied auch Bauschke aus dem Abgeordnetenhaus aus. Anschließend wurde er Partner bei der Unternehmensberatung Pivot Regulatory.